# 메가네우라

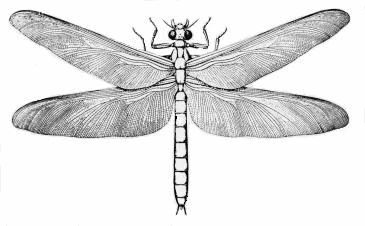
복원도

메가네우라(학명: Meganeura)는 석탄기 후기(펜실베니아절, 약 3천만 년 전)에 출현했던 멸종한 곤충의 하나이다.  오늘날의 잠자리 및 실잠자리와 닮아있으며, 주로 곤충을 잡아먹는 육식성이었다. 메가네우라속은 메가네우라과(Meganeuridae)에 속해있는데, 이 과는 석탄기 후기에서 페름기 중기에까지 존속했던 잠자리를 닮은 거대한 곤충들이 하위로 분류되어 있다. 단 하나의 날개의 길이가 32cm에 달하며 날개폭은 약 65~75cm 정도이고, M. monyi의 경우는 가장 커다란 비행 가능한 곤충 종 가운데 하나이다.

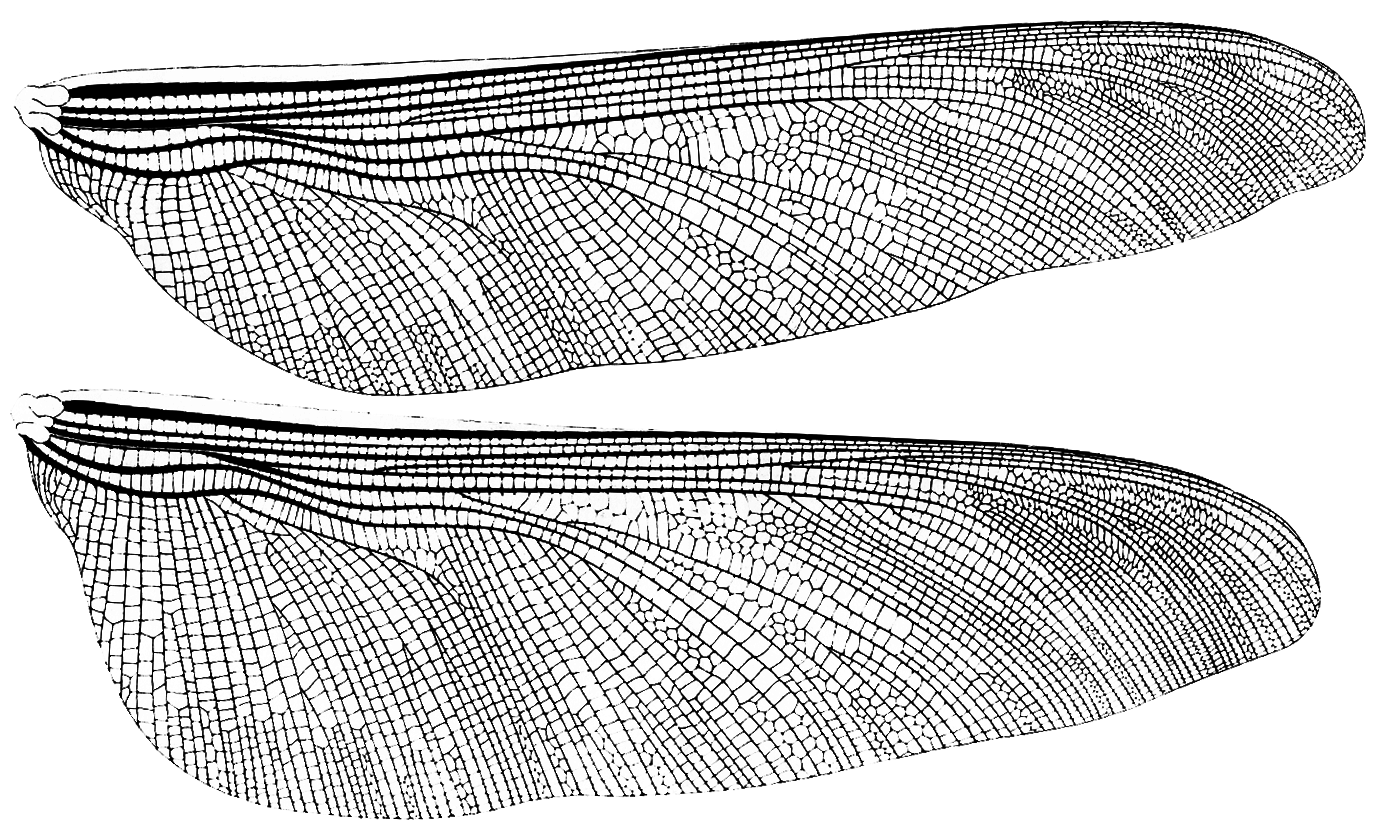
메가네우라 모니의 시맥, 브롱니아르가 후에 다시 그림(1893, Pl. XLI)

메가네우라의 화석은 1880년 프랑스 코망트리(Commentry)에 위치하는 석탄기 후기(스테파니아절)에 해당하는 석탄층에서 처음 발견되었다. 1885년, 프랑스의 고생물학자인 샤를 줄 에드메 브롱니아르(Charles Jules Edmée Brongniart)는 이 곤충의 날개에 있는 시맥망에서 착안해 'Meganeura'(거대한 신경)라는 이름을 붙이고 논문을 게재했다. 상태가 양호한 다른 화석 표본이 1979년 영국 더비셔주의 볼소버(Bolsover) 마을에서 발견되었다. 모식표본은 파리 시에 소재한 국립자연사박물관에서 소장 중에 있다. '거대 잠자리'의 대명사가 되었음에도 메가네우라의 화석들은 다른 메가네우라과의 화석들에 비해 보존 상태가 별로 좋지 않다.

## 특징

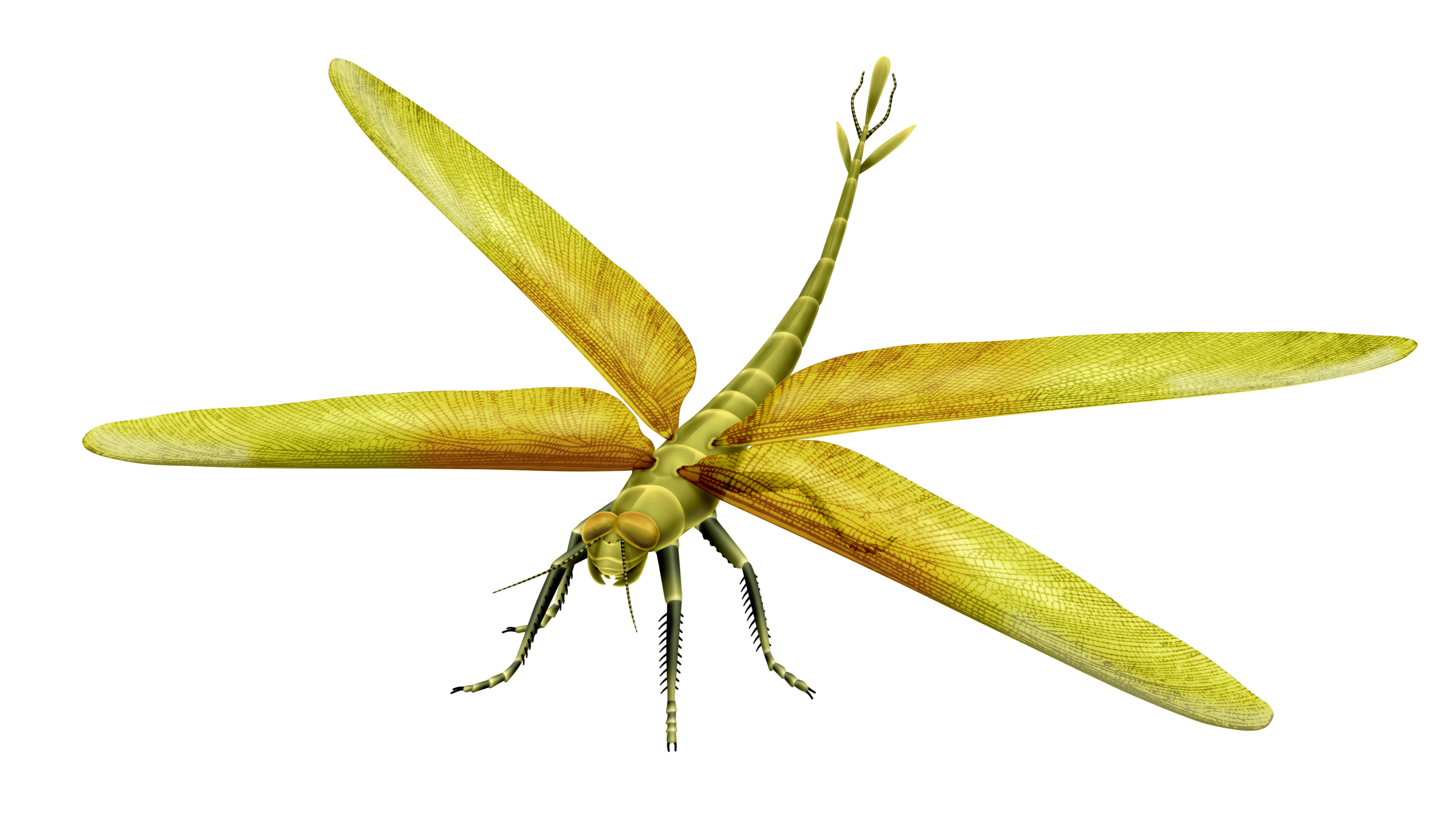
메가네우라 모리의 복원도

근연종 메가네우룰라(Meganeurula) 및 메가네우리테스(Meganeurites)에 대한 연구는 메가네우라가 오늘날의 왕잠자리와 행동 양상이 닮은 점이 있어 열린 환경에 적응해 있었다는 것을 보여준다. 메가네우라의 눈은 몸 크기와 비교해볼 때 커다랗다. 메가네우라는 다리의 종아리마디와 발목마디에 가시가 있으며, 먹잇감을 잡아채는 '날아다니는 덫' 역할을 수행한다. 공학 검사 결과, 날개폭이 70cm가 넘는 가장 큰 표본의 질량은 100~150g으로 추정된다. 메가네우라에 대한 분석에서는 몸이 금방 달궈지기 쉽다는 사실이 밝혀지기도 했다.

### 크기
석탄기의 곤충들이 그렇게 커다란 크기로 자라날 수 있었는지에 대한 몇 가지 논쟁이 있다.
- 산소 농도 및 대기 밀도: 기관 호흡계를 통해 산소가 충체 내로 퍼지는 방법은 몸 크기에 상한을 두는 것인데, 고대 시대의 곤충들은 이를 뛰어넘었다는 추측이다. 이것은 원래 Harlé (1911)가 제안한 것으로  당시 지구의 대기가 산소가 20% 이상 함유되어 있었기 때문에 메가네우라가 날아다닐 수 있었던 것으로 본다. 이 학설은 처음에 동료 과학자들이 기각시켰으나, 최근에 거대화와 산소 가용성 간의 관계성에 대한 추가 연구로 인해 더욱 인정받게 되었다.[7] 이 학설이 맞다면 메가네우라 같은 거대 곤충들은 낮은 산소 농도에 감수성이며 특히 현대 지구 대기에서는 살아남을 수가 없다. 다른 연구에 따르면 곤충은 실제로 '기관의 압축과 확장의 빠른 주기'가 일어나는 것으로 호흡한다고 한다.[8] 현생 곤충과 새의 비행역학에 대한 최근 분석에서는 산소 농도와 대기 밀도 전부 크기에 상한을 둔다는 것을 보여준다.[9] 메가네우라에 비견되는 날개폭을 가진 매우 큰 다른 메가네우라과 곤충의 존재는 이들이 대기 중 산소 포화량이 이미 석탄기보다 떨어져 있던 페름기에 존속했기 때문에, 거대 잠자리의 경우 산소와 관련된 설명에 문제가 있음이 제기되었다. 그러나, 이 곤충들이 가장 커다란 날개폭을 가지고 있더라도 몸무게는 일부 현생 딱정벌레목보다 덜 무겁다. 그러므로 이들은 진정한 거대 곤충이 아니며, 현생 근연종들과 비교했을 때의 한정이다.
- 천적의 부족: 현생 근연 곤충에 비해 메가네우라과의 크기가 큰 데에는 다른 설명이 필요하다.[1] Bechly (2004)는 비행이 가능한 척추동물의 결여가 식식성 고망시류(Palaeodictyoptera)와 포식자인 메가니소프테라목 간의 몸 크기가 증가하는 진화적 군비 경쟁이 가속화되어, 석탄기와 페름기 동안 유시곤충이 최대 크기로 진화하도록 해주었다고 여겼다.
- 수채기의 존재: 또 다른 가설에 따르면, 성충으로 육서생활을 하기 전 물 속에서 발달하는 곤충들은 고농도의 산소로부터 자신을 지키기 위한 방법으로 더 크게 성장했다 보고 있다.[10]